# هارولد إف. دودغ
هارولد إف. دودغ (بالإنجليزية: Harold F. Dodge)‏ هو إحصائي أمريكي، ولد في 23 يناير 1893 في لوويل في الولايات المتحدة، وتوفي في 10 ديسمبر 1976.